# 뱀의 사람
《뱀의 사람》(일본어: 蛇のひと)는 일본의 텔레비전 드라마 및 영화이다. 갤럭시상 TV 부문 2010년 3월도 월간상 수상.

## 개요
2009년 3월에 수상한 《제2회 WOWOW 시나리오 대상》 수상 작품을 영상화한 휴먼 서스펜스 드라마. 감독은 《Laundry》 《중력 피에로》의 모리 준이치. 대상을 받은 미요시 아키코는 각본 데뷔작. 주연은 《타인의 섹스를 비웃지 마라》의 나가사쿠 히로미. 2010년 3월 7일에 《드라마 W》 범위에서 텔레비전 방송, 그 후 2010년 9월 25일부터 카도카와 시네마 신쥬쿠 외 1주간 한정으로 극장 개봉.

## 스토리
베테랑 독신 OL 산베 요코는 어느 날 회사에 출근하니, 하룻밤 새 이토 부장은 자살, 이마니시 과장은 실종되어 행방이 묘연해진 상황이다. 이마니시에게는 1억엔 횡령의 혐의가 걸려 있어, 회사 임원들은 부하인 산베에게 대외적으로는 알리지 말고 그의 행방을 찾으라고 지시한다. 그의 행방을 찾아 그와 연관이 있던 사람들과 과거를 쫓던 산베는, 이마니시로 인해 인생이 조금씩 비틀려버린 사람들을 만나면서 평소〈좋은 사람〉이라고 생각되던 이마니시에 대해 의구심이 들기 시작한다.

## 캐스트
- 산베 요코 (상사 영업 사무·독신 OL) - 나가사쿠 히로미
- 이마니시 유키오 (상사 과장, 실종) - 니시지마 히데토시
- 이마니시의 소꿉 친구 - 이타오 이츠지
- 시마타 (만화가 지망생, 이마니시의 이웃) - 게키단 히토리
- 타나카 이치로 (이마니시를 찾는 사원) - 타나카 케이
- 사토나카 (이마니시의 전 동료) - 카츠무라 마사노부
- 시바타(카와이) 노리코 (보험 권유원, 이마니시의 친구와 결혼하지만 이혼) - 후세 에리
- 사토나카의 아내 (파트 근무) - 사츠카와 아이미
- 하라다 (예비 학교 강사, 아내와 애인과 3인 생활로 학생과 불륜) - 키타무라 유키야
- 하라다의 아내 - 오쿠누키 카오루
- 기다유의 스승 - 카와라사키 켄조
- 이마니시의 어머니 - 토오야마 쿄오코
- 이토 부장 (이마니시의 상사, 자살) - 쿠니무라 준
- 요코의 약혼자 (지방 공장 경영) - 히로 츠요시
- 이토 마키코 (이토 부장의 아내) - 이시노 마코

## 스태프
- 감독 - 모리 준이치
- 각본 - 미요시 아키코
- 프로듀스 - 카마타니 쇼이치로, 마츠나가 료, 모리야 케이치로
- 촬영 - 나카야마 코이치
- 편집 - 우라하마 쇼지로
- 음악 - 나카지마 야스오
- 음악 프로듀스 - 시다 히로히데
- 제작 협력 - ROBOT
- 제작 저작 - WOWOW
- 제공 - 소니 픽처 엔터테인먼트, WOWOW
- 배급 - 카도카와 시네플렉스